# Озерянський Анатолій Панасович
Анатолій Панасович Озерянський (Табіас Ханович Сушон) (1897, місто Кременчук, тепер Полтавської області — розстріляний 15 березня 1938, місто Москва, тепер Російська Федерація) — радянський діяч, голова Білоцерківського окрвиконкому. Член ВУЦВК.

## Життєпис
Народився в єврейській родині.
Член Організації анархо-синдикалістів у 1916—1918 роках. Член РКП(б) з 1918 року.
Учасник громадянської війни в Росії, командир 134-ї стрілецької бригади 45-ї стрілецької дивізії Червоної армії.
У березні 1923 — 1925 року — голова виконавчого комітету Білоцерківської окружної ради.
На 1926 рік — завідувач Київського окружного адміністративного відділу.
У 1929—1930 роках — заступник голови виконавчого комітету Харківської окружної ради робітничо-селянських і червоноармійських депутатів. Затверджений заступником голови окрвиконкому на засіданні пленуму Харківського окрвиконкому в січні 1930 року.
У січні 1933 — січні 1934 року — голова виконавчого комітету Нижньо-Волзької крайової ради.
У січні 1934 — 1 червня 1935 року — голова виконавчого комітету Сталінградської крайової ради.
До липня 1937 року — начальник Головного управління державних трудових ощадних кас Народного комісаріату фінансів СРСР.
20 липня 1937 року заарештований органами НКВС. 15 березня 1938 року засуджений до розстрілу, того ж дня розстріляний на полігоні Комунарка біля Москви.
У січні 1956 року посмертно реабілітований.

## Нагороди
- орден Червоного Прапора (1921)